# Fundação Garcia d'Ávila
Fundação Garcia d'Ávila é uma organização não governamental brasileiro da Bahia dedicada à preservação histórica e ambiental.
Muito mais que uma eficiente e incansável entidade preservacionista, a Fundação Garcia d'Ávila abraça uma causa de profundo teor humanístico, que busca transformar o habitante de Praia do Forte em um cidadão integral, proporcionando-lhe qualidade de vida através do desenvolvimento sustentado e transmitindo-lhe os princípios básicos de respeito ao meio ambiente e aos valores culturais e sociais da região onde vive.
Voltada inicialmente para desenvolver pesquisas nas áreas humanas e biológicas, a Fundação acabou por se converter em um instrumento de transformação, tornando-se responsável por profundas intervenções no setor Educacional, Ambiental, Histórico-Cultural e Social.
Suas atividades compreendem, ainda, a missão de preservar e restaurar o Castelo Garcia D'Ávila, desenvolver pesquisas arqueológicas no entorno do monumento, o controle ambiental da região urbana que compreende Praia do Forte e seus atributos naturais e a preservação dos remanescentes da Mata Atlântica contidos nas Reservas da Sapiranga, Camurugipe e Passagem Grande, além das áreas de restingas (dunas e manguezais) e de coqueirais.

## A Casa da Torre
O Parque Histórico e Cultural, um complexo que compreende as ruínas da Casa da Torre (Castelo Garcia D'Ávila) e a área em seu entorno, um sítio arqueológico e um Centro de Visitação com 1.700m², formado por um amplo salão onde está exposta a maquete (modelo reduzido) do Castelo e espaços onde estão instaladas salas para exposições históricas e arqueológicas, loja, salão para áudio visual, belvedere e centro administrativo.
A título de contribuição, é cobrada uma taxa para visitação, cuja arrecadação é destinada à manutenção e proteção das Ruínas, gerando empregos para a população nativa.
Ampliando suas atividades, o Parque oferece ainda excelente área para eventos, comportando cerimônias como casamentos, comemorações, aniversários, exposições e festas de empresas, obedecendo-se às regras comportamentais estabelecidas pelo IPHAN e pela Fundação.

## Eco Turismo
A praia do Forte é conhecida nacional e internacionalmente como um paraíso ecológico, constantemente comparada com a Polinésia.
O  grande número de turistas que chegam anualmente trazem divisas para o Estado, mas também podem causar um grande impacto ambiental, se não houver uma ação preventiva, evitando profundos e até mesmo irreversíveis danos ao meio ambiente.
A Fundação é uma severa guardiã da vida silvestre contida nos remanescentes da Mata Atlântica, que compreendem a Reserva da Sapiranga, Camurugipe e Passagem Grande, além das áreas de restingas e coqueirais, também de extrema importância para o equilíbrio do ecossistema.
Mantém, ainda, convênios com entidades preservacionistas que tratam de animais em extinção, como os Projetos Tamar que cuida de quatro espécies de tartarugas marinhas, Baleia Jubarte, Censo da Arara-Azul-de-Lear com seu quarentenário e o de Preservação do Bicho-Preguiça-de-Coleira, além de manter o Centro de Apoio ao visitante de Animais Silvestres, na Reserva da Sapiranga.
Monitora, ainda, a Lagoa de Timeantube, uma reserva natural de pássaros onde se pratica o birdwatching (observação de pássaros) e os Recifes de Coral, onde se localizam as piscinas do Papa Gente.
- A Fazenda Praia do Forte, a mais antiga do Brasil, sob controle da Fundação Garcia D'Ávila, está inserida no município de Mata de São João, litoral norte da Bahia, na região turística denominada Costa dos Coqueiros.

Nela, está inserida a área conhecida hoje como Praia do Forte e aonde foram implantados os primeiros sistemas de agricultura e pecuária do Brasil dando-se o início da expansão colonizadora, desbravando terras da Bahia até o Maranhão e originando, na ocasião, o maior latifúndio do mundo, mas também propiciando a primeira interferência predatória na Mata Atlântica original.
- A localidade de Praia do Forte propriamente dita compreende 14 km de praia, limitada entre os rios Pojuca e Imbassaí e fica a 80 km do centro de Salvador, ligada através da rodovia BA-099, no trecho mais conhecido como Estrada do Coco.

Pelos ricos mananciais ecológicos encontrados na região, foram definidas, através da CONDER/CRA, zonas específicas de preservação ambiental, compreendendo a Reserva da Sapiranga, remanescente da Mata Atlântica, as reservas de manguezais dos rios Pojuca e Timeantube, as reservas de lagoas de Timeantube e Jauara com suas dunas e restingas, os Recifes de Coral e as praias de desova de tartarugas marinhas, todas inscritas como Zona de Proteção Rigorosa (ZPR).
Por conter espécies ameaçadas de extinção, essas áreas ficam sujeitas às diretrizes conservacionistas:
- só são permitidas atividades de visitação contemplativa, pesquisa científica e trilhas ecológicas controladas;
- definição de faixas de segurança nas áreas limítrofes, a partir de estudos subsequentes;
- elaboração de programas de sinalização, controle do acesso e fiscalização sistemática.

## Controle ambiental voluntário
A exemplo dos países mais desenvolvidos, tem se buscado incentivar o voluntariado ambientalista como meio de um controle mais intensivo. Nos Estados Unidos, seis entre cada dez jovens desenvolvem atividades voluntárias.
No Brasil, apesar do trabalho voluntário só ter sido regularizado em 1998 através da Lei 9608, muitas iniciativas têm surgido e, segundo pesquisas, embora apenas 7% dos jovens brasileiros sejam voluntários, na realidade 54% gostariam de ser, o que demonstra haver uma falha nos meios de captação desse segmento.
A maioria inscrita encontra-se em ONGs ambientalistas, mas há um grande esforço de empresas, escolas e outras entidades, na maior parte das vezes anonimamente, buscando sensibilizar comunidades, organismos públicos e privados e a população em geral sobre os riscos e consequências da má conservação ambiental.
A Fundação Garcia D'Ávila tem sido um notável contribuinte nessas ações, desenvolvendo atividades voluntárias através do Centro de Estudos Reserva da Sapiranga e trabalhos realizados no âmbito de Ecoturismo, Educação ambiental e Monitoramento ambiental.